# Kremsmünster
Kremsmünster is een gemeente in de Oostenrijkse deelstaat Opper-Oostenrijk, gelegen in het district Kirchdorf an der Krems (KI). De gemeente heeft ongeveer 6500 inwoners (in 2001).
Het Benedictijner klooster Stift Kremsmünster was er gevestigd in het Schloss Kremsegg. Nadat het eigendom door de eeuwen geregeld wisselde, was er sinds een voertuigenmuseum gevestigd en sinds 1996 het Musikinstrumentenmuseum Schloss Kremsegg

## Geografie
Kremsmünster heeft een oppervlakte van 42 km². Het ligt in het zuiden van de deelstaat Opper-Oostenrijk, ten zuiden van de stad Wels. Kremsmünster ligt op 384 m hoogte aan de Krems.

## Geschiedenis
Op 8 mei 1945 tekende de regering van de Eerste Slowaakse Republiek hier de capitulatie voor generaal Walton Walker van het XX US-Corps.

## Stift Kremsmünster
De Abdij van Kremsmünster werd in 777 gesticht door hertog Tassilo III van Beieren en is een van de oudste abdijen in Centraal-Europa. Het maakt deel uit van de Oostenrijkse Benedictijnercongregatie, een onderdeel van de Orde der Benedictijnen.